# Casino Royale (film, 2006)
För andra betydelser, se Casino Royale.
Casino Royale är den 21:a filmen om James Bond. Filmen spelades in under våren 2006 och hade världspremiär 17 november 2006 (14 november om man räknar med galapremiären). Filmen var Daniel Craigs första som agent 007 med rätt att döda. Bondlåten "You Know My Name" framfördes av Audioslave-sångaren Chris Cornell.

## Handling
Den nye 007-agenten James Bond jagar en terrorist när han upptäcker att mycket större saker står på spel: i Västindien ser han spår som tyder på att Le Chiffre, som är bankir åt några av världens största terroristorganisationer, planerar att spränga jordens största passagerarplan. Han stoppar försöket, och får instruktioner av M om att Le Chiffres bakslag betyder att han måste få tag på de pengar han är skyldig olika skurkorganisationer – och att han tänker göra det genom ett poker-spel med enorma insatser. Bond skickas att stoppa honom, och får som assistent den vackra Vesper Lynd från brittiska finansministeriet.

## Hur Craig fick rollen
Den populäre Pierce Brosnan fick överraskande sparken från EON Productions (som producerar alla officiella Bondfilmer) några år efter premiären av Die Another Day som hade premiär 2002. Beslutet var överraskande då alla fyra Bondfilmer med Brosnan i huvudrollen hade varit stora succéer. Ackumulerat hade de dragit in nästan 1,5 miljarder dollar i biointäkter och visade definitivt att James Bond fortfarande var en kraft att räkna med på vita duken. 
Orsaken till EON:s beslut klargjordes inte men några motiv som ansågs som mest sannolika var dels att man ville förnya Bond med en yngre skådespelare och dels att Brosnan sägs ha krävt ett väldigt högt gage för att spela in en femte Bondfilm. Hur som helst var producenterna Barbara Broccoli och Michael G Wilson tvungna att hitta en ny lämplig skådespelare som skulle gestalta den förmodligen mest kända karaktären i filmhistorien. Spekulationerna i media var vilda och producenten Michael G. Wilson påstod att det fanns mer än tvåhundra kandidater som övervägdes. Av de kandidater som var på tapeten kan förutom Craig nämnas:
- Clive Owen
- Orlando Bloom
- Jude Law
- Hugh Jackman

Clive Owen ansågs vara medias favorit, Craig tillhörde definitivt inte den kategorin. Framåt hösten 2005 nämndes emellertid Craig allt oftare som "näste James Bond" och i början av oktober rapporterade bland annat BBC att Craig var klar som Bond, vilket stämde.
Den 14 oktober 2005 offentliggjordes slutligen att Daniel Craig var den nye James Bond, den sjätte skådespelaren som gestaltar agent 007 (hos EON Productions). Han skrev på ett kontrakt för tre filmer med möjlighet till en fjärde. Craigs inledning på Bondkarriären var emellertid allt annat än bra. Många fans kritiserade valet starkt. Man menade att han var för kort (180 cm) och hade blont hår (James Bond är mörkhårig i romanerna). Några Bondfans gick så långt att man hotade att bojkotta den nya filmen och det skapades även webbplatser som bedrev en intensiv kampanj mot den nye huvudrollsinnehavaren.
Andra supportrar var emellertid mer välvilligt inställda och hos skådespelarkollegorna var tongångarna positiva. Bland alla de som uttryckte stöd för Craig fanns Pierce Brosnan, Sean Connery, Roger Moore och Timothy Dalton. När premiären av filmen närmade sig började opinionen bland Bondfansen att svänga. Trailern till filmen fick mycket positiv kritik och de första recensionerna av Craigs insats var närmast lyriska. En del filmrecensenter menade t o m att han var den bästa Bond någonsin. Även själva filmen ansågs allmänt vara den bästa Bondfilmen på mycket länge.
Broccolifamiljen har sagt att man var medveten om att man tog en risk med att avskeda Brosnan, ersätta honom med den ganska okända Daniel Craig och göra en reboot (nystart) på hela Bondfranchisen. Men chanstagningen gick bra även ekonomiskt. Första helgen drog Casino Royale in drygt 84 miljoner dollar, vilket är en avsevärt högre summa än vad Die Another Day gjorde första helgen som var den mest inkomstbringande bondfilmen dittills.
Alla bedömare menade i efterhand att valet av Craig var ett genidrag av ledningen i EON och att han garanterade Bondfranchisens framtid för många år framåt. Även fansen tog till slut honom till sitt hjärta.

## Om filmen
Boken Casino Royale intar en särställning bland Ian Flemings romaner om James Bond, eftersom den har filmats hela tre gånger: en gång för amerikansk TV (1954), en gång som parodi på hela Bond-fenomenet (1967) och nu som officiell Bondfilm. En annan Bondroman (Åskbollen) har filmats två gånger, dels som Åskbollen (1965), dels som den inofficiella Bondfilmen Never Say Never Again (1983). Man kan notera att om en Bondroman har filmats fler än en gång har det endast funnits en officiell version.
Inspelningen av Casino Royale, som är den 21:a officiella Bondfilmen, inleddes den 30 januari 2006 och världspremiären skedde som planerat den 17 november samma år. För produktionen stod som vanligt EON Productions och filmen distribueras av United Artists/MGM, som numera ägs av Sony Pictures.
Före premiären var det sagt att Bond skulle föras tillbaka till "rötterna". I klartext innebär det mer verklighetsförankrad handling, mindre prylar och specialeffekter, samt mer betoning på spänning än action. Bond kör visserligen sin Aston Martin men får i övrigt, i stort sett, förlita sig till styrka och påhittighet. Casino Royale blev också en "nystart" på hela Bondserien. I filmens inledning är Bond en nykomling och i inledningsscenerna utför han några likvideringar som ger honom "licence to kill", det vill säga "rätt att döda" samt agentnummer 007.
Daniel Craig fick mycket beröm av recensenterna för att James Bond i hans gestaltning var mycket närmare Ian Flemings Bond i böckerna än den glamorösa och ganska lättsamma Bond som till exempel Roger Moore spelade. Istället framställs agent 007 nu som en synnerligen vältränad och hårdhudad elitsoldat. 
Judi Dench spelar för femte gången Bonds chef M. Däremot förekommer inte Miss Moneypenny eller Q i handlingen. 

### Publiktillströmning
Enligt filmsajten Box Office Mojo drog Casino Royale under premiärhelgen in drygt 25 miljoner dollar i biointäkter i Storbritannien. Det var enligt samma filmsajt en av de högsta summor som dittills noterats där för någon film under en premiärhelg. Motsvarande siffra i USA var nästan 41 miljoner dollar. Fram till och med 17 december 2006 hade Casino Royale totalt dragit in 417 miljoner dollar i biointäkter och var därmed nära att passera förra Bondfilmen Die Another Day som drog in 432 miljoner dollar och satte nytt kassarekord för James Bondfilmer. Den 8 januari 2007 hade siffran enligt Box Office Mojo stigit till hela 531 miljoner dollar och väntades öka många miljoner dollar till. I Storbritannien var filmens intäkter den 8 januari 2007 nära att passera 100 miljoner dollar-strecket (endast Titanic och tredje Sagan om konungens återkomst hade tidigare passerat den gränsen) och slog nytt kassarekord för Bondfilmer. I USA var motsvarande summa knappt 160 miljoner dollar och även där slog Casino Royale nytt kassarekord för Bondfilmer.
Slutligen drog filmen totalt in nära 606 miljoner dollar i biointäkter och den förblev den mest inkomstbringande Bondfilmen tills Skyfall (2012). Tar man hänsyn till inflationen har emellertid ett flertal äldre Bondfilmer spelat in mer pengar. 

## Skådespelare
| Daniel Craig       | – James Bond                     |
| Eva Green          | – Vesper Lynd                    |
| Mads Mikkelsen     | – Le Chiffre                     |
| Judi Dench         | – M                              |
| Giancarlo Giannini | – René Mathis                    |
| Jeffrey Wright     | – Felix Leiter                   |
| Caterina Murino    | – Solange Dimitrios              |
| Simon Abkarian     | – Alex Dimitrios                 |
| Isaac de Bankolé   | – Steven Obanno, gerillaledare   |
| Jesper Christensen | – Mr. White                      |
| Ivana Milicevic    | – Valenka, Le Chiffres flickvän  |
| Tobias Menzies     | – Villiers, M:s sekreterare      |
| Claudio Santamaria | – Carlos, bombman i Miami        |
| Sebastien Foucan   | – Mollaka, bombman på Madagaskar |
| Ludger Pistor      | – Monsieur Mendel                |
| Joseph Millson     | – Agent Brian Carter             |
| Malcolm Sinclair   | – Dryden                         |
| Richard Sammel     | – Adolph Gettler                 |
| Clemens Schick     | – Kratt, Le Chiffres livvakt     |
| Darwin Shawh       | – Fisher, Drydens kontaktperson  |